# Olive passager clandestin
Olive passager clandestin est un film français de moyen métrage réalisé en 1931 par Maurice de Canonge

## Fiche technique
- Titre : Olive passager clandestin
- Réalisation : Maurice de Canonge, assisté de J. Denis, Max Dorigny et Henry Vorins
- Scénario : Max Eddy,  adaptation Noël Renard
- Photographie : Willy Faktorovitch
- Son : Baulu, Lucien Dorbec et Roger Paris
- Montage : Noël Renard
- Musique : Armand Bernard
- Société de production :  Paris Comedies Films
- Société de distribution : Productions Reunies
- Pays de production :  France
- Format : Muet - Noir et blanc
- Genre : Moyen métrage
- Durée : 50 minutes
- Année de sortie :	
  - France : 1931

## Distribution
- Maurice de Canonge : Olive, un artiste peintre fauché qui suit dans un dirigeable une belle fille qui lui a tapé dans l'œil
- Pearl Shepard : Pearl Buckle, une jolie fille dont Olive s'est entichée
- Marcel Dalio : Caravanos
- Louis Florencie : le commandant du dirigeable, un homme superstitieux
- Fred Marche : Mister Buckle, le mari de Pearl
- Desdemona Mazza : Flora Caravanos
- Paulette Barbarou : Le bébé
- Lilian Baron : Madame Petit
- Georges Gauthier
- De Goldenbach : Heinrich Hundkoff
- Raymond Lucy : Le lieutenant
- Maud Marin
- Ognios
- Soji Oki : Tesoru Rikiki
- Jean Sorbier : Gaëtan Durozier